# تشارلي ولولا (مسلسل تلفزيوني)
تشارلي ولولا هو مسلسل تلفزيوني بريطاني للأطفال من الرسوم المتحركة فلاش يعتمد على سلسلة كتب الأطفال المصورة الشهيرة التي تحمل الاسم نفسه من تأليف لورين تشايلد ، من إنتاج شركة Tiger Aspect Productions لصالح CBeebies . تم عرضه لثلاث سلاسل من 7 نوفمبر 2005  إلى 24 أبريل 2008، وفاز بالعديد من جوائز بافتا للأطفال طوال فترة عرضه. تستخدم الرسوم المتحركة أسلوب الكولاج الذي يحاكي أسلوب الكتب الأصلية.)